# 키드킹
키드킹(1997년 10월 1일 ~)은 대한민국의 가수다. 2017년 1집 앨범 [Rocket]으로 정식 데뷔했다.

## 방송
- 쇼미더머니 5 (2016) - Top42
- 쇼미더머니 7 (2018) - Top60
- 쇼미더머니 9 (2020) - Top23